# بغنونية إهليلجية
بغنونية إهليلجية (الاسم العلمي:Bignonia elliptica) هو نوع من النباتات يتبع جنس البغنونية من الفصيلة البنيونية.